# 和寒町郷土資料館

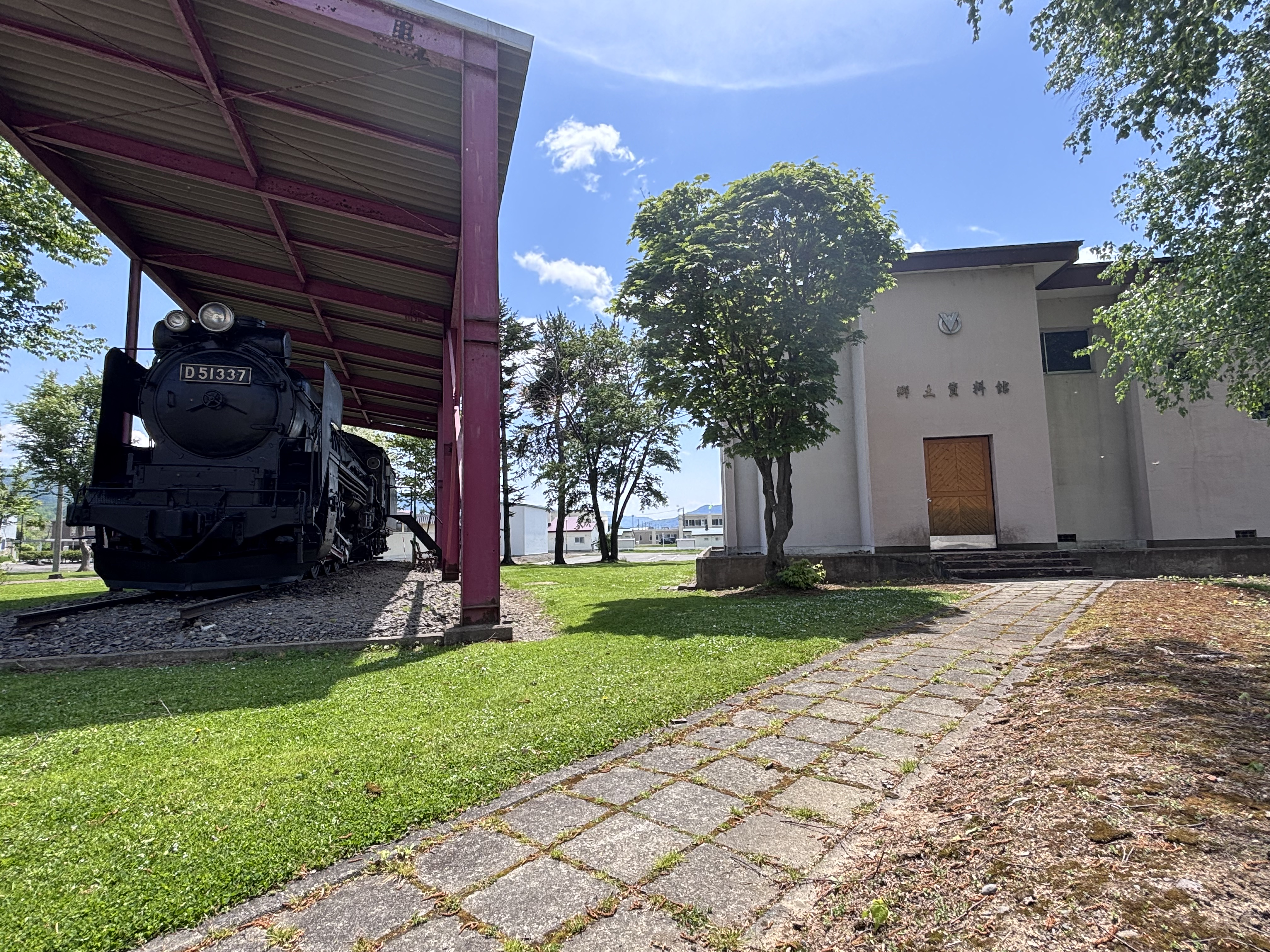
和寒町郷土資料館と蒸気機関車（D51337)

和寒町郷土資料館（わっさむちょうきょうどしりょうかん）は、北海道上川郡和寒町にある博物館。和寒町の歴史に関する資料を展示し、無料で公開されている。主な運営は和寒町教育委員会が行っている。所在地は北海道和寒町字北町61番地。

## 概要
和寒町郷土資料館は、和寒町における郷土の歴史を伝える目的で、1972年12月8日に開設された。資料館の総面積は163.35平方メートル。資料館に保管されている資料の多くは和寒町の町民から寄付されたもので、地域一帯が開拓された時代から昭和時代の半ばまでに実際に使用されていた生活器具や農業機具をはじめとする郷土資料が中心である。
和寒村として成立した時期からの文化や産業に関わる郷土資料は、約1850点収蔵されており、そのうち常設展示されているものは約850点である。主な資料には鋤などの農具、かつての民家の室内を再現して展示されている箪笥、囲炉裏、和寒郵便局の看板など。往時の写真とその説明文が表示された展示パネルが常設されているほか、かつて栄えていた砂金の産業を説明した写真パネルや器具、さらには東町の遺跡で出土した石器や土器が展示されているのも特徴の一つである。
また、館内は和寒町を誕生から順に追った写真を含むパネル展示や、開拓時代の人々の生活を再現したコーナー、自然や農業・畜産などを説明したものなど、全14のコーナーに分けて展示されている。資料館の外側には屋根付きの蒸気機関車が屋外展示されている。これは1939年12月27日に日立製作所によって製造された蒸気機関車（車号はD51337）であり、1976年9月1日に廃車となったものを展示した資料である。これは実際に昭和の中期に旭川機関区、名寄機関区などで配属され、運転総距離が2294956.8キロメートルにも及んだ機関車であり、高さ3.8メートル・重さ90トン・長さ20メートルである。
開館日は毎週水曜日で無料開放されているが、入館を希望する際は和寒町公民館で申し込みを行うことで水曜日以外でも入館することができる場合もある。12月から3月の冬期間は閉鎖されており、国民の祝日も休館日となっている。運営・管理の主な担当は和寒町教育委員会社会教育係。